# Euxoa nebulosa
Euxoa nebulosa là một loài bướm đêm trong họ Noctuidae.